# 상품거래법
상품거래법(영어: Commodity Exchange Act, ch. 545, 49 Stat. 1491, 1936년 6월 15일 제정)은 1936년 미국 정부가 제정한 연방법으로, 그 조항 중 일부는 1922년의 곡물 선물법을 개정하였다.
이 법은 모든 상품 및 선물 거래 활동에 대한 연방 규제를 제공하며, 모든 선물 및 상품 옵션이 조직화된 거래소에서 거래될 것을 요구한다. 1974년에는 상품거래법의 결과로 상품선물거래위원회 (CFTC)가 설립되었고, 1982년에는 CFTC에 의해 전국선물협회 (NFA)가 설립되었다.

## 같이 보기
- 곡물 선물법
- 전국선물협회
- 상품선물거래위원회
- 선물시장
- 선물 (금융)
- 상품선물현대화법 2000